# Thác Caracol
Thác Caracol, hoặc Cascata do Caracol, là một thác nước cao 130 mét có khoảng cách khoảng 4,35 dặm Anh (7,00 km) từ Canela, Brasil trong vườn cấp bang Caracol (Parque do Caracol). Nó được hình thành bởi sông Caracol và cắt ra khỏi các vách đá bazan ở dãy núi Serra Geral, rơi xuống Vale da Lageana. Thác nằm giữa vùng rừng thông (pinheiral) của Cao nguyên Braxin và các rừng nhiệt đới bờ biển Đại Tây Dương ven biển phía Nam. Có thể đến các cơ sở của thác nước bằng một con đường 927 bước cao độ duy trì bởi Projeto Lobo-Guará.
Thác nước đã hình thành trên các tảng đá bazan của hệ tầng Serra Geral và có hai thác. Tầng trên nằm ở vị trí khoảng 100 m trước thác thứ hai, nằm trên một vách đá vách đá lơ lửng.
Thác Caracol từ lâu đã thu hút du khách và là điểm thu hút khách du lịch tự nhiên phổ biến thứ hai ở Brasil, chỉ còn lại là thác Iguazu. Trong năm 2009, nó đã nhận được hơn 289.000 du khách. Có một tháp quan sát gần 100 feet cung cấp thang máy và tầm nhìn toàn cảnh, cũng như cáp treo giúp du khách có thể nhìn thấy thác nước ở trên không Khu vực này cũng cung cấp một nhà hàng và các gian hàng thủ công..